# Saint-Bonnet-de-Chirac
Saint-Bonnet-de-Chirac is een gemeente in het Franse departement Lozère (regio Occitanie) en telt 54 inwoners (2009). De plaats maakt deel uit van het arrondissement Mende.

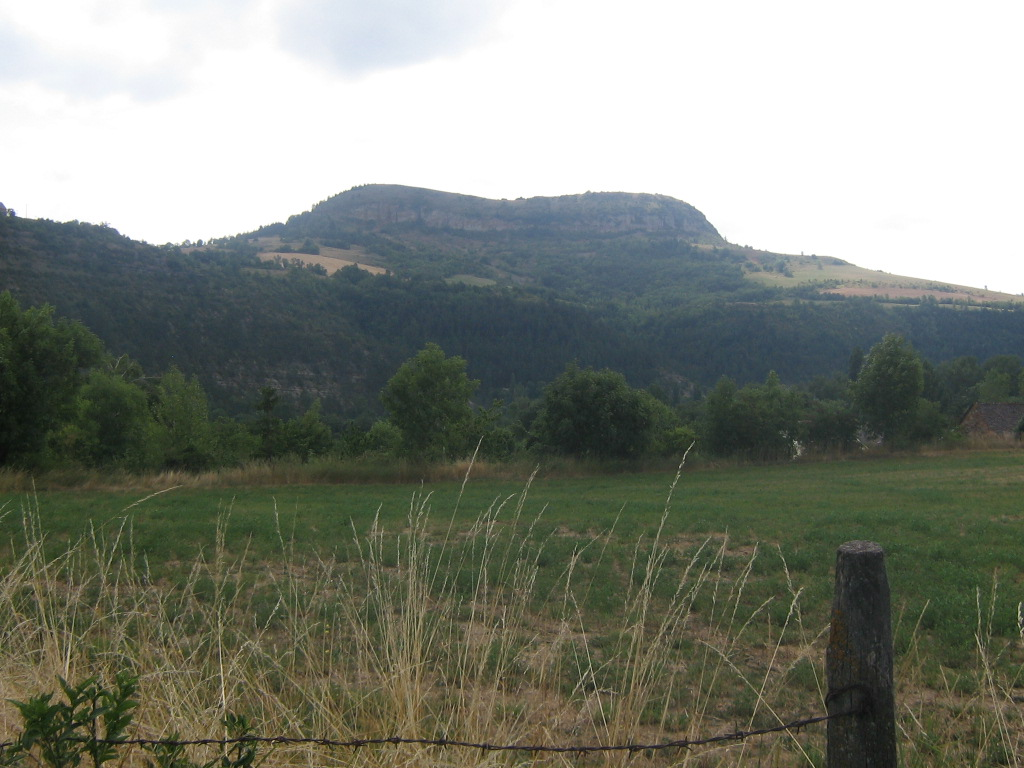
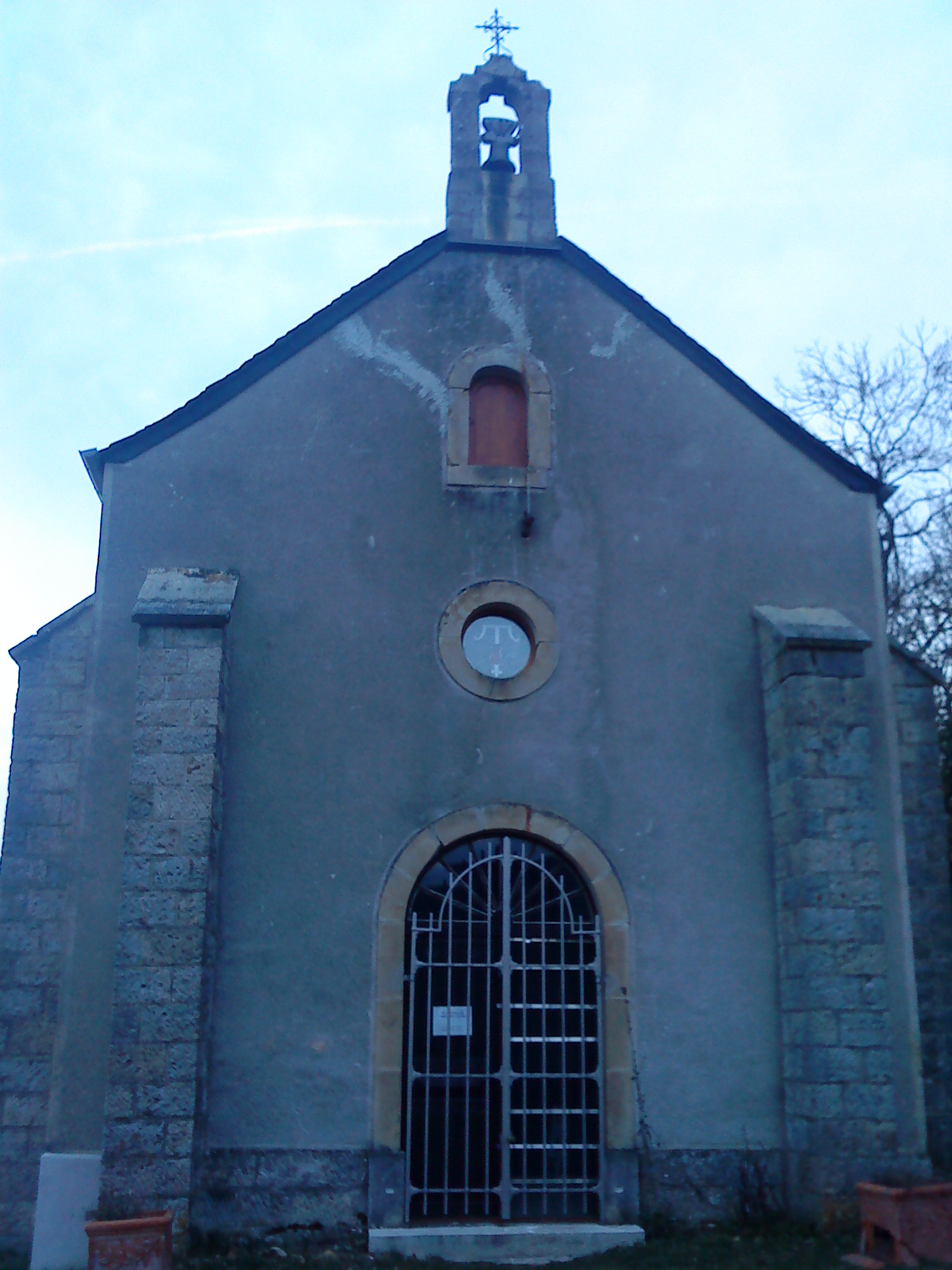
Kapel Sainte-Thecle

## Geografie
De oppervlakte van Saint-Bonnet-de-Chirac bedraagt 7,3 km², de bevolkingsdichtheid is dus 7,4 inwoners per km².
De onderstaande kaart toont de ligging van Saint-Bonnet-de-Chirac met de belangrijkste infrastructuur en aangrenzende gemeenten.

## Demografie
Onderstaande figuur toont het verloop van het inwonertal (bron: INSEE-tellingen).